# شاهوردي (قشلاق أهر)
شاهوردي (بالفارسية: شاه‌وردی) هي منطقة سكنية تقع في إيران في قسم قشلاق الریفي. يقدر عدد سكانها بـ 544 نسمة .